# Raphael Tracey
Raphael “Ralph” Tracey (6 de febrero de 1904, Gillespie, Illinois - 6 de marzo de 1975, St. Louis, Misuri) fue un futbolista estadounidense.

## Selección nacional
Jugó tres partidos con la selección estadounidense en la Copa Mundial de Fútbol de 1930.

### Participaciones en Copas del Mundo
| Mundial                        | Sede    | Resultado    | PJ | Goles |
| ------------------------------ | ------- | ------------ | -- | ----- |
| Copa Mundial de Fútbol de 1930 | Uruguay | Tercer lugar | 3  | 0     |

## Clubes
| Club                   | País           | Año                |
| ---------------------- | -------------- | ------------------ |
| St. Louis Vesper Buick | Estados Unidos | 1925               |
| Ben Millers            | Estados Unidos | 1926 - Desconocido |